# Cabugao
Cabugao è una municipalità di terza classe delle Filippine, situata nella provincia di Ilocos Sur, nella regione di Ilocos.
Cabugao è formata da 33 baranggay:
- Alinaay
- Aragan
- Arnap
- Baclig (Pob.)
- Bato
- Bonifacio (Pob.)
- Bungro
- Cacadiran
- Caellayan
- Carusipan
- Catucdaan
- Cuancabal
- Cuantacla
- Daclapan
- Dardarat
- Lipit
- Maradodon

- Margaay
- Nagsantaan
- Nagsincaoan
- Namruangan
- Pila
- Pug-os
- Quezon (Pob.)
- Reppaac
- Rizal (Pob.)
- Sabang
- Sagayaden
- Salapasap
- Salomague
- Sisim
- Turod
- Turod-Patac